# Pakrani
Pakrani (česky Pakrany, srbsky Пакрани) je vesnice v Chorvatsku v Bjelovarsko-bilogorské župě, spadající pod opčinu Sirač. Nachází se asi 4 km jihovýchodně od Daruvaru. V roce 2011 zde žilo 116 obyvatel. V roce 1991 bylo 3,71 % obyvatel (11 z tehdejších 296 obyvatel) české národnosti, naprostou národnostní většinu ve vesnici však tvoří Srbové (91,89 % obyvatelstva, tedy 272 obyvatel z 296) a žijí zde pouze 3 Chorvati.

## Sousední sídla
| Růžice kompasu |         | Markovac |        | Růžice kompasu |
| Růžice kompasu | Doljani | Sever    | Bijela | Růžice kompasu |
| Růžice kompasu | Doljani | Pakrani  | Bijela | Růžice kompasu |
| Růžice kompasu | Doljani | Jih      | Bijela | Růžice kompasu |
| Růžice kompasu | Sirač   |          |        | Růžice kompasu |